# Fleischerita
La fleischerita és un mineral de la classe dels sulfats, que pertany al grup de la fleischerita. Va ser anomenada l'any 1960 per Clifford Frondel i Hugo Strunz en honor de Michael Fleischer, químic de minerals del Servei Geològic dels Estats Units i editor de New Mineral Names de l'American Mineralogist. Va ser cofundador de la IMA.

## Característiques
La fleischerita és un sulfat de fórmula química Pb₃Ge(SO₄)₂(OH)₆(H₂O)₃. Cristal·litza en el sistema hexagonal. La seva duresa a l'escala de Mohs és 2,5 a 3.

## Formació i jaciments
Es forma en zones d'oxidació de dipòsits polimetàl·lics rics en germani, coure i arsènic. Ha estat descrit a Bolívia i a Namíbia.